# Gamasiphoides brevisetis
Gamasiphoides brevisetis är en spindeldjursart som beskrevs av Wolfgang Karg 1976. Gamasiphoides brevisetis ingår i släktet Gamasiphoides och familjen Ologamasidae. Inga underarter finns listade i Catalogue of Life.